# Kroesjari
Kroesjari of Krushari (Bulgaars: Крушари) is een Bulgaars dorp in de oblast Dobritsj in de regio Dobroedzja. Het dorp is tevens het administratieve centrum van de gelijknamige gemeente Kroesjari. Tot 1942 heette het dorp Armoetli (Армутлии; Turks: Armutlu). Kroesjari ligt op 32 kilometer van de provinciehoofdstad Dobritsj, op 85 kilometer van Varna en op ongeveer 70 kilometer van Baltsjik en Silistra. Op 31 december 2018 telde het dorp 1.204 inwoners, terwijl de gemeente 3.893 inwoners had die verspreid over negentien dorpen op het platteland woonden.

## Voorzieningen
In het dorp Kroesjari is er een middelbare school, een kleuterschool, een burgemeesterskantoor, een buurthuis met een bibliotheek, een pension, een café, een restaurant, voedingswinkels, een klein park, een speeltuin en een orthodoxe kerk gebouwd in 1882. De trots van het dorp is het voetbalteam dat deelneemt aan het regionale kampioenschap.

## Infrastructuur
De infrastructuur in het dorp is zeer goed georganiseerd - het dorp wordt regelmatig voorzien van water en elektriciteit, de wegen zijn in goede staat en er is een regelmatig openbaar vervoer naar de stad Dobritsj en de overige nabijgelegen dorpen.

## Bevolking
Op 31 december 2018 telde het dorp Kroesjari 1.204 inwoners, een afname vergeleken met 1.402 inwoners in 2011 en 1.712 inwoners in de volkstelling van 2001. De bevolking in de gemeente Kroesjari neemt echter in een veel sneller tempo af. Tussen 1934 en 2018 verloor de gemeente Kroesjari ruim driekwart van het inwonersaantal, terwijl het dorp Kroesjari het aantal inwoners met 37% zag toenemen in dezelfde periode.
| stad Kroesjari     | 879    | 1.007  | 1.144  | 1.608  | 1.573  | 1.681 | 1.707 | 1.712 | 1.402 | 1.204 |
| gemeente Kroesjari | 16.107 | 17.896 | 15.184 | 13.465 | 10.657 | 8.613 | 7.243 | 5.924 | 4.547 | 3.893 |

### Etnische samenstelling
In het dorp Kroesjari vormen de etnische Bulgaren de meerderheid van de bevolking (68,6%), gevolgd door een groot aantal etnische Roma (30,2%). In de gemeente Kroesjari wonen echter ook grote aantallen Turken.
| Etnische groep   | volkstelling 1992 | volkstelling 1992 | volkstelling 2001 | volkstelling 2001 | volkstelling 2011 | volkstelling 2011 | volkstelling 2011  |
| Etnische groep   | Aantal            | %                 | Aantal            | %                 | Aantal            | % (totaal)        | % (gespecificeerd) |
| ---------------- | ----------------- | ----------------- | ----------------- | ----------------- | ----------------- | ----------------- | ------------------ |
| Bulgaren         | 3.274             | 45,20             | 2.482             | 41,90             | 1.538             | 33,82             | 42,02              |
| Turken           | 3.254             | 44,93             | 2.391             | 40,36             | 1.513             | 33,27             | 41,34              |
| Roma             | 629               | 8,68              | 729               | 12,31             | 433               | 9,52              | 11,83              |
| Andere groepen   | 86                | 1,19              | 3                 | 0,05              | 8                 | 0,18              | 0,22               |
| Onbekend         | .                 | .                 | 306               | 5,17              | 168               | 3,69              | 4,59               |
| Ongespecificeerd | .                 | .                 | 13                | 0,21              | 887               | 19,51             | .                  |
| Totaal           | 7.243             | 100,00            | 5.924             | 100,00            | 4.547             | 100,00            | 100,00             |

## Nederzettingen
De gemeente Kroesjari bestaat uit de volgende negentien dorpen:
| Dorp                   | Cyrillisch        | Bevolking (2018) |
| ---------------------- | ----------------- | ---------------- |
| Kroesjari              | Крушари           | 1.204            |
| Abrit                  | Абрит             | 183              |
| Aleksandria            | Александрия       | 50               |
| Bistrets               | Бистрец           | 101              |
| Dobrin                 | Добрин            | 96               |
| Efrejtor Bakalovo      | Ефрейтор Бакалово | 241              |
| Gaber                  | Габер             | 94               |
| Kapitan Dimitrovo      | Капитан Димитрово | 69               |
| Koriten                | Коритен           | 204              |
| Lozenets               | Лозенец           | 537              |
| Ognjanovo              | Огняново          | 7                |
| Polkovnik Djakovo      | Полковник Дяково  | 237              |
| Poroetsjik Koerdzjievo | Поручик Кърджиево | 25               |
| Severnjak              | Северняк          | 113              |
| Severtsi               | Северци           | 188              |
| Telerig                | Телериг           | 399              |
| Zagortsi               | Загорци           | 125              |
| Zementsi               | Земенци           | 9                |
| Zimnitsa               | Зимница           | 9                |
| Totaal                 |                   | 3.893            |